# 塔韦恩
塔韦恩是德国莱茵兰-普法尔茨州的一个市镇。总面积10.12平方公里，总人口2596人，其中男性1300人，女性1296人（2011年12月31日），人口密度257人/平方公里。